# Ziemia Wilkesa
Ziemia Wilkesa (ang. Wilkes Land) – region w Antarktydzie Wschodniej nad Oceanem Indyjskim, położony między Wybrzeżem Królowej Marii a Wybrzeżem Jerzego V. 
Prawa do tego terytorium do 136°11′E rości sobie Australia, uznając je za część Australijskiego Terytorium Antarktycznego, a do jego zachodniej części – Ziemi Adeli – Francja. 

## Nazwa
Nazwa pochodzi od nazwiska amerykańskiego odkrywcy i kapitana marynarki Stanów Zjednoczonych Charlesa Wilkesa (1798–1877), który dowodził amerykańską wyprawą badawczą na południowym Pacyfiku w latach 1838–1842 . 

## Geografia
Ziemia Wilkesa leży w Antarktydzie Wschodniej nad Oceanem Indyjskim, między Wybrzeżem Królowej Marii a Wybrzeżem Jerzego V , rozciągając się między przylądakami Cape Hordern a Point Alden . Według Australian Antarctic Gazetteer jego zachodnią granicę wyznacza 136° długości geograficznej wschodniej .
Obszar Ziemi Wilkesa pokrywa prawie w całości lądolód – East Antarctic Ice Sheet – o wysokości 1800–2900 m n.p.m. 
Ziemia Wilkesa dzieli się na następujące obszary :
- Wybrzeże Knoxa – od 100°31′E do 109°16′E; znajduje się tam Lodowiec Szelfowy Shackletona
- Wybrzeże Budda – od 109°16′E do 115°33′E
- Sabrina Coast – od 115°33′E do 122°05′E
- Banzare Coast – od  122°05′E do 130°10′E; znajduje się tam Lodowiec Szelfowy Wojejkowa
- Wybrzeże Klary – od 130°10′E do 136°11′E
- Ziemia Adeli – od 136°11′E do 142°02′E

Na Ziemi Wilkesa działają dwie całoroczne stacje naukowo-badawcze: australijska Casey na wybrzeżu oraz francusko-włoska Concordia na szczycie Dome C (3233 m n.p.m.). Na Wybrzeżu Knoxa znajduje się także nieczynna polska stacja im. A.B. Dobrowolskiego  .

### Hipotetyczny krater
Pierwsze przypuszczenia o istnieniu ogromnego krateru uderzeniowego (ok. 510 km średnicy) na Ziemi Wilkesa pojawiły się w latach 60. XX wieku. Hipotezę tę wspierają pomiary grawimetryczne dokonane przez amerykańskie sondy kosmiczne GRACE, na podstawie których zidentyfikowano pod lądolodem strukturę, która może być kraterem uderzeniowym, a także wyniki badań magnetycznych. Badacze przypuszczają, że powstała ona ok. 250 milionów lat temu, na przełomie permu i triasu, a uderzenie, które spowodowało jej powstanie, było jedną z głównych przyczyn wymierania permskiego .
Istnienie krateru uderzeniowego pozostaje jednak nadal kwestią kontrowersyjną.      

## Historia
Wybrzeże zostało po raz pierwszy dostrzeżone przez amerykańskiego odkrywcę i kapitana marynarki Stanów Zjednoczonych Charlesa Wilkesa (1798–1877), który dowodził amerykańską wyprawą badawczą na południowym Pacyfiku w latach 1838–1842 . Odkrycie wybrzeża o długości ponad 2400 km było kolejnym dowodem na to, że Antarktyda jest kontynentem .
Linia brzegowa Wybrzeża Wilkesa została zbadana podczas kolejnych ekspedycji: amerykańskich Operacji Highjump (1946–1947) i Operacji Windmill (1947–1948), Australian National Antarctic Research Expeditions (ANARE) w latach 1956 i 1958–1960 oraz radzieckich ekspedycji antarktycznych w latach 1956–1959 . 

## Polityka
Prawa do obszaru do 136°11′E rości sobie Australia, uznając je za część Australijskiego Terytorium Antarktycznego . Do obszaru Ziemi Adeli roszczenia wysuwa Francja . Wraz z podpisaniem Układu Antarktycznego roszczenia te zostały „zamrożone”